# Adolf Birkhofer
Adolf Birkhofer (* 23. Februar 1934 in München; † 9. November 2019 ebenda) war ein deutscher Physiker. Er war Ordinarius für Reaktordynamik und Reaktorsicherheit der Technischen Universität München.

## Akademischer Werdegang
Adolf Birkhofer studierte von 1953 bis 1958 Elektrotechnik und Nachrichtentechnik an der damaligen Technischen Hochschule München (THM), wo er sein Studium als Diplom-Ingenieur abschloss, und von 1959 bis 1961 theoretische Physik an der Universität Innsbruck. Von 1958 bis 1963 übte er Industrietätigkeiten aus. Nach zwei Zwischenstationen bei Siemens & Halske und beim Technischen Überwachungsverein Bayern wechselte er 1963 zum Institut für Mess- und Regelungstechnik der THM. Dort baute er von 1963 bis 1971 das Laboratorium für Reaktorregelung und Anlagensicherung (LRA) auf.
Nachdem Birkhofer 1964 an der Universität Innsbruck zum Dr. phil. promoviert wurde und sich 1967 an der THMn auf dem Gebiet der Regelungstechnik habilitiert hatte, folgte 1971 seine Berufung an die Technische Universität München (TUM) als außerordentlicher Professor für Reaktordynamik und Reaktorsicherheit. 1975 wurde er zum ordentlichen Professor für diese Fächer der TUM ernannt. Er lebte damals in Grünwald.

## Außeruniversitäre Aktivitäten
1977 gründete Birkhofer die Gesellschaft für Reaktorsicherheit (GRS), eine Fusion des LRAs mit dem seit 1965 bestehenden Institut für Reaktorsicherheit der Technischen Überwachungs-Vereine e. V. (IRS) in Köln. Bis Ende 2001 leitete Birkhofer die GRS mbH als ihr technisch-wissenschaftlicher Geschäftsführer und machte sie zu einer international anerkannten Institution.
Im Jahr 1979 wurde die von Birkhofer maßgeblich verantwortete „Deutsche Risikostudie“ veröffentlicht.
Nach seiner Emeritierung gründete Birkhofer 2003 mit der TUM das Institute for Safety and Reliability (ISaR), ein Forschungs- und Consultingunternehmen auf dem Gebiet der Sicherheits- und Zuverlässigkeitstechnik.
Birkhofer gehörte dem Herausgeberbeirat der Zeitschrift atw (Atomwirtschaft) an und war Präsidiumsmitglied des Deutschen Atomforums.
Birkhofer war Mitglied der von Vattenfall nach den Störfällen im Juni/Juli 2007 in den Kernkraftwerken Krümmel und Brunsbüttel eingesetzten und finanzierten Experten-Kommission.
Weitere Engagements waren:
- Vorsitzender des Committee on the Safety of Nuclear Installations (CSNI) der OECD (1984–1988)
- Ausschussvorsitzender Wissenschaft und Technik der Kommission der Europäischen Union (1984–1988)
- Mitglied (seit 1986) und Vorsitzender der International Nuclear Safety Advisory Group (INSAG) beim Generaldirektor der International Atomic Energy Agency (IAEA) (1986–1991)
- Vorsitzender des Beratungsgremiums der European Bank for Reconstruction and Development (EBRD) (1993–1998)
- Mitglied des Wissenschaftlich-Technischen Beirats (WTB) der Bayerischen Staatsregierung (1988–2002)
- Mitglied des Wissenschaftlichen Beirats der Bayerischen Forschungsstiftung (1988–2002)
- Vorsitzender der Deutsch-Französischen Gesellschaft für Wissenschaft und Technologie e. V. (seit 2002)
- Sachverständiger der Commission Nationale d’Evaluation (CNE2), Frankreich (seit 2012)

Adolf Birkhofer war verheiratet mit Bernadette Birkhofer, geborene Tlil, und hatte ein Kind.

## Auszeichnungen und Ehrungen
- 1976 Otto-Hahn-Preis der Stadt Frankfurt am Main
- 1978 Bundesverdienstkreuz am Bande[3] des Verdienstordens der Bundesrepublik Deutschland
- 1983 Ehrendoktorwürde der Universität Karlsruhe als Dr.-Ing. E. h.
- 1983 Fellow der American Nuclear Society
- 1984 Wilhelm-Exner-Medaille
- 1986 Bundesverdienstkreuz I. Klasse des Verdienstordens der Bundesrepublik Deutschland
- 1987 Ehrenlegion (Ritter)
- 1988 Bayerischer Verdienstorden
- 1989 Tommy Thompson Award der Nuclear Reactor Safety Division der American Nuclear Society
- 1993 Ehrenmitglied der Kerntechnischen Gesellschaft (KTG)
- 1993 Aachener und Münchener Preis für Technik und angewandte Naturwissenschaften der Carl-Arthur Pastor-Stiftung
- 1994 Honorary Fellow der European Nuclear Society (ENS)
- 1994 Großes Bundesverdienstkreuz des Verdienstordens der Bundesrepublik Deutschland
- 1998 Ehrendoktorwürde des Kurtschatow-Instituts, Moskau, Russland
- 2001 Bayerischer Maximiliansorden für Wissenschaft und Kunst. Der Maximiliansorden wird in Anerkennung für herausragende Leistungen auf den Gebieten von Wissenschaft und Kunst verliehen und ist eine besonders hohe staatliche Ehrung des Freistaates Bayern.
- 2007 Ordre des Palmes Académiques (Komtur)
- 2013 Georg C. Laurence Pioneering Award